# One Corporate Centre
One Corporate Centre es un rascacielos de oficinas situado en Pasig City, Gran Manila, Filipinas. Es el 13º edificio más alto del país, y también del Gran Manila, con una altura de 202 metros hasta la aguja arquitectónica. Tiene 45 plantas por encima del suelo incluidas 7 plantas comerciales, y 9 sótanos para aparcamiento.
One Corporate Centre fue diseñado por Philip H. Recto Architects, y promovido por Amberland Corporation, que posee el edificio.

## Localización
El edificio está en la esquina de Meralco Avenue con Doña Julia Vargas Avenue en Pasig City, situado estratégicamente en Ortigas Center, el segundo distrito financiero más grande de Filipinas. One Corporate Centre está cerca de la Bolsa de Filipinas en las Tektite Towers, y a unas manzanas de la sede de San Miguel Corporation. Hay también varios condominios residenciales y urbanizaciones de alta gama como Valle Verde cerca del edificio, así como importantes centros comerciales como SM Megamall, Robinson's Galleria, y Shangri-la Plaza.

## Servicios
El edificio tiene una superficie de oficinas alquilable de 62 670 m².
Algunos servicios dentro del edificio son una food court, comedor/restaurantes ejecutivos, salas para eventos con instalaciones audiovisuales, una galería por encima del lobby para arte y otras exhibiciones, tiendas de café y un gimnasio.
Tiene 9 sótanos para aparcamiento con sistema de localización, y un helipad en la azotea.
14 ascensores de alta velocidad y 2 ascensores de servicio llevan a las plantas de oficinas y a los sótanos de aparcamiento, respectivamente. Hay también un ascensor de servicio que recorrerá todas las plantas para otros propósitos.